# Béisbol en los Juegos Panamericanos
El béisbol es uno de los deportes disputados en los Juegos Panamericanos. es organizado por la Organización Deportiva Panamericana y la Federación Internacional de Béisbol.
El torneo masculino se realiza desde los I Juegos Panamericanos, mientras que el torneo femenino debutó en Toronto 2015, siendo en la primera vez que se realizó una competición de béisbol femenino en un evento multideportivo.

## Torneo masculino
| Año          | Sede                                |                      | Medalla de oro       | Medalla de plata      |  | Medalla de bronce |
| 1951 Detalle | Buenos Aires, Argentina             | Cuba                 | Estados Unidos       | México                |  |                   |
| 1955 Detalle | México D.F., México                 | República Dominicana | Estados Unidos       | Venezuela             |  |                   |
| 1959 Detalle | Chicago, Estados Unidos             | Venezuela            | Puerto Rico          | Estados Unidos        |  |                   |
| 1963 Detalle | São Paulo, Brasil                   | Cuba                 | Estados Unidos       | México                |  |                   |
| 1967 Detalle | Winnipeg, Canadá                    | Estados Unidos       | Cuba                 | Puerto Rico           |  |                   |
| 1971 Detalle | Cali, Colombia                      | Cuba                 | Estados Unidos       | Colombia              |  |                   |
| 1975 Detalle | México D.F., México                 | Cuba                 | Estados Unidos       | Venezuela             |  |                   |
| 1979 Detalle | San Juan, Puerto Rico               | Cuba                 | República Dominicana | Puerto Rico           |  |                   |
| 1983 Detalle | Caracas, Venezuela                  | Cuba                 | Nicaragua            | Estados Unidos        |  |                   |
| 1987 Detalle | Indianápolis, Estados Unidos        | Cuba                 | Estados Unidos       | Puerto Rico           |  |                   |
| 1991 Detalle | La Habana, Cuba                     | Cuba                 | Puerto Rico          | Estados Unidos        |  |                   |
| 1995 Detalle | Mar del Plata, Argentina            | Cuba                 | Nicaragua            | Puerto Rico           |  |                   |
| 1999 Detalle | Winnipeg, Canadá                    | Cuba                 | Estados Unidos       | Canadá                |  |                   |
| 2003 Detalle | Santo Domingo, República Dominicana | Cuba                 | Estados Unidos       | México                |  |                   |
| 2007 Detalle | Río de Janeiro, Brasil              | Cuba                 | Estados Unidos       | México y Nicaragua    |  |                   |
| 2011 Detalle | Guadalajara, México                 | Canadá               | Estados Unidos       | Cuba                  |  |                   |
| 2015 Detalle | Toronto, Canadá                     | Canadá               | Estados Unidos       | Cuba                  |  |                   |
| 2019 Detalle | Lima, Perú                          | Puerto Rico          | Canadá               | Nicaragua             |  |                   |
| 2023 Detalle | Santiago, Chile                     | Colombia             | Brasil               | México - align=center |  |                   |

### Medallero histórico
Los equipos aparecen de acuerdo a los criterios del Comité Olímpico Internacional y no con respecto a la IBAF.
Actualizado Toronto 2019
| #     | País                 |    |    |    | Total |
| ----- | -------------------- | -- | -- | -- | ----- |
| 1     | Cuba                 | 12 | 1  | 2  | 15    |
| 2     | Canadá               | 2  | 1  | 1  | 4     |
| 3     | Estados Unidos       | 1  | 11 | 3  | 15    |
| 4     | Puerto Rico          | 1  | 2  | 4  | 7     |
| 5     | República Dominicana | 1  | 1  | 0  | 2     |
| 6     | Venezuela            | 1  | 0  | 2  | 3     |
| 7     | Colombia             | 1  | 0  | 1  | 2     |
| 8     | Nicaragua            | 0  | 2  | 2  | 4     |
| 8     | Brasil               | 0  | 1  | 0  | 1     |
| 9     | México               | 0  | 0  | 5  | 5     |
| Total | Total                | 18 | 18 | 19 | 55    |

### Clasificación histórica
La siguiente muestra todos los equipos que han participado en el torneo y el total de victorias y derrotas en todas las ediciones.
| #   | País                  | Victorias | Derrotas | PCT  | Ediciones | Última edición |
| --- | --------------------- | --------- | -------- | ---- | --------- | -------------- |
| 1.  | Cuba                  | 107       | 21       | .855 | 17        | 2019           |
| 2.  | Estados Unidos        | 90        | 39       | .689 | 17        | 2015           |
| 3.  | Puerto Rico           | 48        | 41       | .506 | 12        | 2019           |
| 4.  | México                | 40        | 52       | .435 | 13        | 2011           |
| 5.  | República Dominicana  | 40        | 33       | .551 | 12        | 2019           |
| 6.  | Nicaragua             | 40        | 42       | .487 | 12        | 2019           |
| 7.  | Canadá                | 38        | 42       | .459 | 11        | 2019           |
| 8.  | Venezuela             | 34        | 43       | .442 | 11        | 2011           |
| 9.  | Colombia              | 16        | 31       | .317 | 7         | 2019           |
| 10. | Panamá                | 11        | 21       | .344 | 6         | 2011           |
| 11. | Brasil                | 6         | 35       | .146 | 8         | 2007           |
| 12. | Argentina             | 5         | 15       | .250 | 3         | 2019           |
| 13. | Costa Rica            | 3         | 3        | .500 | 1         | 1959           |
| 14. | Las Bahamas           | 3         | 9        | .250 | 2         | 2003           |
| 15. | Aruba                 | 3         | 12       | .200 | 2         | 1991           |
| 16. | Antillas Neerlandesas | 3         | 28       | .097 | 5         | 1995           |
| 17. | Guatemala             | 2         | 11       | .154 | 3         | 2003           |
| 18. | El Salvador           | 0         | 8        | .000 | 1         | 1975           |
| 19. | Perú                  | 0         | 4        | .000 | 1         | 2019           |

## Torneo femenino
| Año          | Sede           | Medalla de oro | Medalla de plata | Medalla de bronce |
| ------------ | -------------- | -------------- | ---------------- | ----------------- |
| 2015 Detalle | Toronto,Canadá | Estados Unidos | Canadá           | Venezuela         |

### Medalleros históricos
Actualizado en Toronto 2015
| #  | País           |   |   |   | Total |
| -- | -------------- | - | - | - | ----- |
| 1° | Estados Unidos | 1 | 0 | 0 | 1     |
| 2° | Canadá         | 0 | 1 | 0 | 1     |
| 3° | Venezuela      | 0 | 0 | 1 | 1     |

## Medallero histórico ambas ramas
Actualizado Toronto 2015
| # | País                 |    |    |   | Total |
| - | -------------------- | -- | -- | - | ----- |
| 1 | Cuba                 | 12 | 1  | 2 | 15    |
| 2 | Estados Unidos       | 2  | 11 | 3 | 16    |
| 3 | Canadá               | 2  | 1  | 1 | 4     |
| 4 | República Dominicana | 1  | 1  | 0 | 2     |
| 5 | Venezuela            | 1  | 0  | 3 | 4     |
| 6 | Puerto Rico          | 0  | 2  | 4 | 6     |
| 7 | Nicaragua            | 0  | 2  | 1 | 3     |
| 8 | México               | 0  | 0  | 4 | 4     |
| 9 | Colombia             | 1  | 0  | 1 | 2     |